# エクスパック
エクスパックは、日本郵便株式会社が提供していた運送サービス。
愛称はEXPACK500、旧称は定形小包郵便物（このため、郵便事業株式会社以降のサービスとしては、ゆうパックなどと同様、荷物の一種とされた）。
2010年4月より後継の特定封筒郵便物（レターパック）が郵便物の扱いで開始した。

## サービス内容
- 専用のパックを利用する
- パックの大きさは長さ248mm・幅340mm
- 重量の上限は30kg[注釈 1]。
- 全国均一料金500円
- 郵便ポストへの差出も可能

## 概要
2003年4月21日、日本郵政公社発足後の新たな郵便サービスの第一弾として東京都中央区、千代田区及び港区において試行サービスを開始、6月2日からは大阪市北区及び中央区に試行サービスを拡大、10月14日には全国にサービスを拡大した。
2010年4月1日からの「レターパック500/350」（現在は「レターパックプラス/ライト」に名称変更）発売に伴い、2010年3月31日をもって、「エクスパック500」の販売は終了したが、4月1日以降も、手元にあるパック（包装物）は従来通り利用する事が可能であった。ただし、扱いは、従前通り荷物の扱いとなり、本項目の冒頭で述べたように、信書の同封等は従来通り原則として出来ない。
専用のパックを利用すれば全国均一料金500円で発送できるサービス。速さを謳ったサービスであるが、正式には速達扱いではない。しかしながら実際には、輸送ラインが速達に近い扱いであるため、「速達に準ずる」程度の速さで配達される。例えば東京都内から夕方までに差し出せば、本州宛てに翌日配達できる。
パックの大きさは長さ248mm・幅340mmであり、重量の上限は30kgである。
差出は郵便窓口や集荷のほか、郵便ポストへの差出も可能だが、今も多く残っている旧型のポストは投函口が狭く物理的に投函できない場合も多いので注意を要する。配達は手渡し（受取人の受領印または署名をもらう）で行われる。ただし、差出人が表面に「不在時は郵便受箱」のように明記して発送した場合は、受取人不在時に郵便受けに配達する。また、宅配ボックスの使用も可能である。
損害賠償は滅失や毀損があった場合に運賃の500円が返金される。書留など特殊取扱の利用はできない。よって、現金（現行日本紙貨幣）や貴金属等は送ることができない。
保管用シールに記載されている「お問い合わせ番号」により、ゆうパックと同様に配達状況の確認ができる。
なお、日本郵政公社が発行したエクスパック（定型小包包装物）については、民営化以降切手類との交換は無料となった（エクスパックとの交換は手数料40円がかかる）。郵便事業株式会社又は日本郵便株式会社が発行したエクスパックについては、交換がエクスパックに限られる。
2010年頃から、エクスパックを悪用し、本来送ることが禁止されている現金の送付を指示する特殊詐欺が多発し、問題となっている。民営化当初の時期までに発行されたものまでは品名を書く欄がなかったが、ゆうパック同様、航空機に乗せられるかどうかや発送できないものかどうかを明確にするため、その後発行されたものには品名を記入する欄が設けられた。
2010年4月1日以降、書き損じたエクスパック包装物をエクスパック包装物に交換する業務は、郵便事業株式会社各支店（ゆうゆう窓口）のみとなり、日本郵便株式会社への合併（2012年10月1日）以降は、ゆうゆう窓口のみ（郵便局の郵便窓口は不可）の取扱いとなった。その他の郵便局窓口でのエクスパック包装物への交換は行わないが、日本郵政公社発行のエクスパック（定形小包包装物）の切手又ははがきへの交換は、その他の郵便局窓口でも取り扱う。

### 引受停止へ
消費税の値上げなどを理由として、2014年3月31日引受分をもって取扱を停止した。なお、未使用分の払い戻しについては、旧：郵便事業株式会社発行分は2014年4月1日から1年間に限り郵便局などで対応し、現金送金（ゆうちょ銀行通常貯金宛ては、千代田霞が関郵便局から電信振替実施。ゆうちょ銀行以外の金融機関宛ての振込受取指定も可能。送金処理後に日本郵便本社から送金通知が郵送される）・払出証書の送付（千代田霞が関郵便局からの振出で、日本郵便本社からの発送）・他の商品との交換（各郵便局郵便窓口での実施。一部除外品あり）をする。旧：日本郵政公社発行分に関しては、同様の手続により払戻しを行い、この期間終了後も、これまでどおり切手類との交換を受け付ける。2023年現在、500円分の効力が無効となっているため、未使用品であっても、別途送料を負担する必要がある。